# Clash of Clans
Clash of Clans é um jogo de estratégia desenvolvido pela Supercell, lançado em 2012 para iOS e no ano seguinte para Android.

## Descrição
O jogo consiste no desenvolvimento de uma vila com a nomeação da preferência do jogador, com o objetivo de melhorá-la e torná-la capaz de defender-se de ataques de outros jogadores. Em 2014 a Supercell introduziu no jogo o modelo de Guerra entre Clãs, que aprimorou ainda mais a competitividade entre os players ao redor do mundo. Essas vilas tem como finalidade combater com outros jogadores para evoluir seu clã e sua própria vila. Com a atualização 8.332.9, foi introduzido o sistema de ataque entre companheiros do mesmo clã, assim tornando o jogo com uma dinâmica mais moderna, para também decidir rivalidades dentro do clã e mais importante como um treinamento de estratégia, que seriam usadas na guerra e sem haver nenhum custo no elixir e nenhuma despesa para o que recebe o ataque, onde o ataque só deve ser permitido com a decisão do dono da vila que irá receber o ataque.
O jogo começa com um breve tutorial sobre possíveis ações: coletar recursos, remover obstáculos, construir edifícios, os oponentes de ataque, como ganhar pontos de experiência e etc. Os recursos permitem a construção de edifícios de ataque ou de defesa além de treinar tropas e heróis, todos os edifícios e tropas possuem níveis de melhoria, exceto as cabanas do construtor.
Alguns dos edifícios são, por exemplo: Centro de Vila, laboratório, fábrica de feitiços, fábrica de feitiços sombrios, quartel, quartel negro, acampamento, mina de ouro, coletor de elixir, broca de elixir negro, depósito de ouro, depósito de elixir, depósito de elixir negro, entre outros.
Como citado acima, existem também os itens de defesa, que são, basicamente, os canhões, torres do mago, torres da arqueira, dispersor aéreo, torre inferno, defesa aérea, x-besta, tesla oculta, torre de bombas, morteiro, artilharia águia e disseminador. Nos ataques poderemos encontrar armadilhas que nos dificultam a atacar a vila. Dentre esses estão: bomba, bomba aérea, armadilha de mola, armadilha de esqueleto, mina aérea guiada e tornado arapuca.
As tropas do jogo são: bárbaros, arqueiras, gigantes, goblins, destruidores de muros, balões, magos, curadoras, dragões, P.E.K.K.A.s, bebês dragões, mineiros, dragões elétricos e yetis que estão disponíveis no quartel e são treinadas com elixir. O quartel negro possui as seguintes tropas: golens, servos, corredores, valquírias, bruxas, lava hound, lançadores e Golens de gelo que são treinados com elixir negro. Também é possível fazer feitiços para ajudar as tropas no jogo, na fábrica de feitiços são: feitiço de raio, feitiço de cura, feitiço de fúria, feitiço de salto, feitiço de congelamento e o feitiço do clone feitos com elixir. E na fábrica de feitiços sombrios podem ser feitos: feitiço de veneno, feitiço de terremoto, feitiço de aceleração, feitiço do esqueleto e o feitiço do morcego feitos com o elixir negro. Também existem heróis que ao chegar a um determinado nível de centro da vila são disponibilizados.

## Recepção
Clash of Clans recebeu críticas geralmente positivas. A versão para iOS possui uma pontuação agregada de 74/100 no Metacritic, e 80% no GameRankings.
Leif Johnson, da Gamezebo, ficou impressionado, e deu uma avaliação de 4,5/5. Embora ele achasse que a jogabilidade estava fortemente distorcida para incentivar o jogador a comprar gemas, ele elogiou a adição de um modo campanha para um jogador.  Ele concluiu que "Clash of Clans é um jogo simples, mas isso é mais uma força do que uma fraqueza. É simples o suficiente para fornecer partidas rápidas e indolores em um iPhone em um momento ocioso, e há unidades diferentes o suficiente para escolher no modo de batalha para tornar o jogo contra outros jogadores infinitamente recompensador. O melhor de tudo, a opção de lutar contra goblins NPCs dá ao Clash of Clans uma pequena vantagem sobre jogos de estratégia semelhantes que dependem quase inteiramente do combate jogador contra jogador."
Escrevendo à Pocket Gamer, Peter Willington ficou igualmente impressionado, avaliando o jogo em 9/10 e dando-lhe um "Prêmio de Ouro". Revendo o jogo vários meses depois de ser lançado para dispositivos iOS, Willington elogiou o jogo por exigir estratégia real para jogar. Ele escreveu que a jogabilidade foi construída para que, com a progressão do jogo, ele exigisse "unidades cada vez mais sofisticadas, pedindo para você criar estratégias e realmente pensar em quais elementos você deve se concentrar em construir dentro de seu acampamento". Ele concluiu que "Clash of Clans é um jogo soberbo, freemium ou não, com mais nuances do que a maioria acredita. É por isso que passou no teste do tempo desde o seu lançamento e ainda tem uma comunidade devotadamente construindo fortalezas na esperança de se tornar invencível."
Rob Rich, da 148App, avaliou o jogo em 3,5/5: "É ótimo jogar um jogo freemium online que não foge da experiência de um jogador, mas também oferece uma interação direta honesta, o que é uma combinação muito rara nos dias de hoje.  Provavelmente não vai aquecer os corações de nenhum inimigo por aí, mas dá aos fãs do gênero algo com um pouco mais de ação e estratégia do que eles podem estar acostumados."
John Bedford, da Modojo, avaliou o jogo em 3/5. Ele criticou os jogos freemium em geral, escrevendo: "A novidade não acabou apenas com esse estilo particular de jogo ganancioso, encolheu e se condensou em uma singularidade infinitamente densa de auto-aversão." Sobre o jogo em si, ele concluiu: "Este é um jogo que segue os passos de um grande número de títulos que fizeram exigências febris em nossas carteiras em troca de apenas uma fatia um pouco mais grossa da jogabilidade. É possível que você tenha um apetite interminável por esses títulos de microgerenciamento, caso em que recomendamos ficar fortemente preso ao último jogo da Supercell. Enquanto Clash of Clans traz algo novo para acompanhar sua jogabilidade de império competente, mas nada excepcional, para a maioria de nós será um caso de 'muito pouco, muito tarde.'"
Em 2020, Clash of Clans ainda permanecia entre os 50 principais aplicativos de bilheteria na Play Store e na App Store, mais de oito anos após seu lançamento em 2012.